# حجاب اجباری
حجاب اجباری به اجبار در رعایت حجاب اسلامی گفته می‌شود که هم‌اکنون جمهوری اسلامی در ایران و طالبان در امارت اسلامی افغانستان به شهروندانشان تحمیل می‌کنند.
پس از اینکه در ۲ مهرماه ۱۳۹۸، عربستان سعودی قانون حجاب اجباری را لغو و آزادی عمل زنان در پوشش را به رسمیت شناخت، جمهوری اسلامی ایران و امارت اسلامی افغانستان به تنها حکومت‌هایی بدل شدند که به حجاب اجباری معتقد هستند و آن را مانند قانون اجرا می‌کنند.

## حجاب در اسلام
حجاب از نظر لغوی به معنی «پرده یا پوشش» است. در تاریخ طبری آمده است که حجاب مربوط به رویدادی است که در سال‌های پنجم و ششم هجری موجب نزول آیه ۵۳ سوره احزاب شد. فقها علت نزول این آیه را یک شی عینی می‌دانند، پرده‌ای که محمد پیامبر اسلام، میان خود و انس بن مالک، یکی از صحابه، که کنار درِ ورودی اتاقش ایستاده بود؛ کشید.

## ریشه عقیدتی حجاب اجباری
اجبار در حجاب، ریشه در قرآن ندارد. ایازی در مقاله قلمرو اجرای شریعت در حکومت دینی، ص۵۰ به این نکته اشاره می‌کند. هدف از حجاب در قران ایجاد وجه ممیزه فی مابین زنان مؤمن و غیر آنهاست (آیه ۵۹ احزاب و  آیه ۳۱ نور).
جمهوری اسلامی این وجه تمایز را از بین برده و برخی از علما و اندیشمندان اجتماعی منجمله نصیری اعتقاد دارند که این اقدام یک بدعت و نوآوری دینی بوده است. گرچه برخی از روحانیون خصوصاً مکارم شیرازی صراحتاً از حجاب اجباری حتی برای غیر مسلمان و مؤمن دفاع می‌کنند. نتایج منفی و اعتراضات و درگیری‌های حاکی از این محدودیت و مهم‌تر از آن اجبار، نیز نشان از این دارد که این حکم عام اشکالات عمده داشته و دارد. البته پس از مشخص شدن مواضع علما (که البته اغلب در اعلام مواضع صراحت نداشتند)، حاکمیت، سلیقه‌ای بودن و مستمسک قانونی را به عنوان توجیه این کد فراگیر پوشش مطرح می‌کند و این روزها کمتر به پشتوانه شرعی آن اشاره می‌شود کما اینکه محمد علی علمی و احمد راهدار و زیبایی نژاد اینگونه مطرح کرده‌اند. بر اساس تحلیل زکی زاده و راهدار و با توجه به نداشتن پشتوانه قوی، به نظر می‌رسد حجاب اجباری به‌عنوان یکی از ابزارهای تحکیم حاکمیت در نظر گرفته شده است.

## در ایران
اولین جرقه‌های حجاب اجباری در ایران، اسفند ۱۳۵۷ یعنی کمتر از یک ماه پس از پیروزی انقلاب ۵۷ زده شد. یک روز پیش از هشتم مارس، روز جهانی زن، در حالی که گروه‌های مختلف سیاسی در تدارک برگزاری اولین مراسم روز جهانی زن در ایران بودند، روزنامه کیهان با تیتر «زنان باید با حجاب به ادارات بروند» اظهارنظر رسمی سیدروح‌الله خمینی در مورد حجاب را منتشر کرد.
خمینی در تیرماه ۱۳۵۹ طی یک سخنرانی، شدیداً از دولت انتقاد کرد که چرا هنوز نشانه‌های شاهنشاهی را در ادارات دولتی از بین نبرده است. وی به دولت بنی‌صدر ۱۰ روز فرصت داد تا ادارات را اسلامی کند. بعد از این سخنان از صبح شنبه ۱۴ تیرماه ۱۳۵۹ ورود زنان بی‌حجاب به ادارات دولتی ممنوع شد.
روند اجباری شدن حجاب تا سال ۱۳۶۰ ادامه داشت. در ماه رمضان آن سال محمد تقی سجادی نماینده دادستان انقلاب در دادگاه مبارزه با منکرات، مقررات مربوط به ماه رمضان را اعلام کرد. طبق این قانون، اماکن عمومی موظف شدند تابلویی در معرض دید مشتریان خود قرار دهند با این جمله: «به دستور دادگاه مبارزه با منکرات از پذیرفتن میهمانان و مشتریانی که رعایت ظواهر اسلامی را نمی‌کنند معذوریم».
تا سال ۱۳۶۳ هیچ قانونی در زمینه حجاب اجباری در مجلس شورای اسلامی به تصویب نرسید. در آن سال با تصویب قانون مجازات اسلامی در مجلس، حکم ۷۴ ضربه شلاق برای عدم رعایت حجاب تعیین شد.

## در افغانستان
وزارت امر بالمعروف، نهی عن المنکر و سمع شکایات طالبان در ۱۷ اردیبهشت ۱۴۰۱ اعلام کرد که از این بعد زنان و دختران در افغانستان باید چشم‌ها، بدن و صورتشان را بپوشانند و زنان از روبنده (برقع) که چهره آن‌ها را کاملاً می‌پوشاند، استفاده کنند.
تنها یک روز پس از دستور طالبان بر اجبار به پوشیدن برقع، با یک درجه تخفیف چادر و توصیه زنان به ماندن در خانه، دبیرکل سازمان ملل متحد، گزارشگر ویژه حقوق بشر افغانستان و دفتر ملل متحد در کابل، رویه حاکمان امارت اسلامی را محکوم کردند.

## در عربستان
در عربستان سعودی حجاب فقط برای زنان مسلمان اجباری بود و برای سایر قشرها ضروری نبود. در تاریخ دوم مهر ماه سال ۱۳۹۸، عربستان سعودی قانون حجاب اجباری را به جز در شهرهای مکه و مدینه لغو کرد و در تاریخ ۲۴ دی ماه سال ۱۴۰۲، قانون حجاب اجباری را در شهر مدینه نیز لغو کرد.